# Valdir Papel
Waldirgly Bezerra Lima, mais conhecido como Valdir Papel (Fortaleza, 12 de agosto de 1979), é um ex-futebolista brasileiro que atuava como atacante.

## Carreira
Valdir Papel começou a carreira profissional no Calouros do Ar do Ceará, em 1999. Passou ainda por Americano-MA, Nacional-AM, Uniclinic-CE, Guarany de Sobral, Ceará, Sport e Guarani de Campinas, ganhando três campeonatos estaduais: de Amazonas em 2000, do Ceará em 2002 e de Pernambucano em 2003.
Jogou também no Dorados do México, em 2005, e retornou ao Brasil em 2006 para o Estudantes, destacando-se no Campeonato Pernambucano do mesmo ano sendo vice-artilheiro despertando o interesse do Vasco da Gama, pelo qual foi contratado em abril daquele ano.
No Vasco, Valdir Papel tinha poucas oportunidades de jogar. Contudo, o técnico Renato Gaúcho escalou o atacante como titular no segundo jogo da final da Copa do Brasil de Futebol de 2006, contra o maior rival do clube, o Flamengo, em pleno Maracanã. Valdir Papel, ainda no início do primeiro tempo, fez uma falta violenta em Léo Moura, acabou sendo expulso da partida e no caminho do vestiário foi empurrado por Renato Gaúcho, que estava bastante irritado. O Vasco, que precisava vencer por 2 gols de diferença para levar o jogo para os pênaltis perdeu também a segunda partida, agora por 0–1.
Devido aos problemas, transferiu-se para o Vitória, onde jogou o Campeonato Brasileiro Série C.
Em 2007, assinou com o Madureira Esporte Clube. Na estreia do Campeonato Carioca de Futebol de 2007, Valdir Papel voltava ao Estádio do Maracanã pela primeira vez após a final da Copa do Brasil. O atacante marcou dois belos gols contra o Botafogo: um de cobertura sobre o goleiro Max e outro driblando o zagueiro Asprilla. Ainda em 2007 se transferiu para o Bragantino onde conquistou o a Terceira Divisão do Campeonato Brasileiro.
Em 2008, passou pelo ABC, sendo campeão potiguar e ainda pelo Caxias disputando o Campeonato Brasileiro Série C.
Em 2009, retornou ao Bragantino mas passou pouco tempo no clube. Jogou também pelo ASA da Amazônia.
Em 2010, o jogador assinou contrato com o União Esporte Clube para disputar o Mato-Grossense 2010. Marcou 8 gols, foi artilheiro do Campeonato Mato-Grossense e fundamental para a conquista do primeiro título estadual da história do clube.
Após, foi contratado pelo Rio Branco, do Acre. Para a temporada seguinte, foi anunciado como reforço do São José-SP para a disputa da Séria A2 do Paulistão.
Em 2013, o jogador assinou contrato com o Luverdense Esporte Clube para disputar o Estadual Mato-Grossense, a Série C, a Copa Mato Grosso e a Copa Pantanal. No Verdão do Norte, Valdir Papel ganhou outro título mato-grossense e ainda carimbou a artilharia do Campeonato, com 16 gols.
Em 2016, retornou ao União Esporte Clube para a disputa do Campeonato Mato-grossense 2016 onde foi artilheiro, marcou 5 gols e levou o time de Rondonópolis até a segunda fase da competição. No mesmo ano foi contratado pelo Sinop Futebol Clube para a disputa do Campeonato Brasileiro da Série D.
Em 2017, início o ano no Tiradentes logo retornou ao União Esporte Clube ainda no primeiro semestre para a disputa do Campeonato Mato-grossense de futebol 2017 e encerrou sua carreira logo após o término do campeonato.
Em 2020, foi contratado como auxiliar-técnico do Pacajus.

## Títulos
Nacional
- Campeonato Amazonense - 2000

Ceará
- Campeonato Cearense - 2002

Sport
- Campeonato Pernambucano - 2003

Bragantino
- Campeonato Brasileiro da Série C - 2007

ABC
- Campeonato Potiguar - 2008

União Rondonópolis
- Campeonato Mato-Grossense - 2010

Luverdense
- Campeonato Mato-Grossense - 2012